# Kallioluoto (ö i Mellersta Finland, Jyväskylä, lat 61,89, long 25,67)
Kallioluoto är en ö i Finland.   Den ligger i kommunen Jyväskylä i den ekonomiska regionen  Jyväskylä ekonomiska region  och landskapet Mellersta Finland, i den södra delen av landet, 190 km norr om huvudstaden Helsingfors.